# Vilho Pentikäinen
Vilho Armas Pentikäinen, född 13 maj 1903 i Sankt Andree, död okänt år, var en finländsk militär och sovjetisk spion. 
Pentikäinen, som utexaminerats från Reservofficersskolan, arbetade från 1928 som filmofficer vid försvarsmakten, från 1929 med stationering på Finlands vita garde. Han kommenderades 1929 till generalstaben och blev löjtnant 1933. Under denna tjänstgöring kunde han som nattjour fotografera hemliga dokument, vilka han överlämnade till sovjetiska agenter. Ställd inför hot om att bli avslöjad tog han sig hösten 1933 över östgränsen på Karelska näset, medförande bland annat ritningarna till Suomi-maskinpistolen. 
Pentikäinens senare öden är okända, men han sägs efter kriget ha blivit sedd i Helsingfors som överstelöjtnant och medlem av kontrollkommissionen. Han dödförklarades 1995 å tjänstens vägnar i Finland med dödsdatum den 1 januari 1994.
Hans bror var prästen Veikko Pentikäinen (1909–1992), vars son är Juha Pentikäinen. I andra äktenskapet gifte han sig i Sovjetunionen med Otto Ville Kuusinens ena dotter i första giftet, Riikka-Sisko (f. 1908– ).

## Utmärkelser
- Leninorden[1]

[Redigera Wikidata]